# Peplin
Peplin (dodatkowa nazwa w j. kaszub. Peplin, niem. Peplin) – wieś kaszubska w Polsce położona w województwie pomorskim, w powiecie chojnickim, w gminie Brusy na wąskim przesmyku między jeziorami Somińskim i Kruszyńskim (północny kraniec Zaborskiego Parku Krajobrazowego). 
| SIMC    | Nazwa  | Rodzaj    |
| ------- | ------ | --------- |
| 0080453 | Gapowo | część wsi |

Po raz pierwszy wzmiankowana w przywileju wydanym przez Królową Polski Marię Ludwikę 23.05.1665 jako nadanie dla Mikołaja Peplińskiego. Wieś jest częścią składową sołectwa Przymuszewo.
W latach 1975–1998 miejscowość administracyjnie należała do województwa bydgoskiego.